# André Fernand Anguilé
André Fernand Anguilé (ur. 15 maja 1922 w Libreville, zm. 10 grudnia 2001) – gaboński duchowny katolicki, arcybiskup Libreville w latach 1969-1998.

## Życiorys
Święcenia kapłańskie przyjął 2 lipca 1950.

## Episkopat
29 maja 1969 został mianowany arcybiskupem archidiecezji Libreville. Sakry biskupiej udzielił mu 1 sierpnia 1969 papież Paweł VI. 3 sierpnia 1998 roku został odwołany z tej funkcji przez papieża Jana Pawła II ze względu na wiek.